# 日本新浪潮
日本新浪潮（日語：日本ヌーヴェルヴァーグ）是影評人對於1950年代末至1970年代初期的一些日本導演與他們的電影作品所給予的稱呼，他們主要受到法國新浪潮的影響。日本新浪潮的主要代表人物包括羽仁進、敕使河原宏、増村保造、篠田正浩、大島渚、藏原惟繕、今村昌平、鈴木清順、中平康、新藤兼人等人。

## 歷史
“新浪潮”一詞是在法國新浪潮運動之後所創造，此場運動在風格和內容上挑戰本國電影的傳統，用「人際關係的模糊複雜性」和刻意粗糙的技巧來對抗既定的敘事和流派，並介紹導演應該是電影作者的理論。
不同於法國新浪潮，日本新浪潮起源於電影製片廠（尤其是松竹），其負責人城戶四郎希望“廉價製作、創新的影片能夠效法新浪潮在歐洲的成功”。此一政策催生出諸如大島渚、吉田喜重和篠田正浩（三名皆當時的松竹員工）等電影導演的出現。松竹新浪潮的早期重要例子有《青春残酷物语》、《日本夜與霧》（皆為1960年，大島渚執導）、《血的飢渴》（1960年，吉田喜重執導）和《乾涸之湖》（1960年，篠田正浩執導）。隔年，日活發行的《豬與軍艦》（1961年）充分體現了今村昌平作為新浪潮導演的地位。
對於這些電影導演（可能的）影響是多種多樣的：雖然大島渚的啟蒙可以在弗谢沃洛德·梅耶荷德和貝爾托·布萊希特的理論甚至日本左派戲劇中看到（據稱尚盧·高達對大島渚產生了影響，但亦受到質疑），吉田喜重則直言不諱承認自己是米開朗基羅·安東尼奧尼和英格瑪·伯格曼的崇拜者。
城戶四郎很快就撤回對該電影運動的支持（根據電影學者亞歷山大·雅各比（Alexander Jacoby）的觀點為商業不佳有關，但根據歷史學家唐納德·里奇的觀點為大島渚電影中毫不妥協的政治內容）至1960年代中期，大島渚、吉田喜重和篠田正浩紛紛離開松竹並獨立製作電影，今村亦是如此。同時，大島渚和吉田喜重是新浪潮中最堅決拒絕「運動」一詞和概念的代表人物。
其他與新浪潮相關的導演如敕使河原宏、松本俊夫和前紀錄片導演羽仁進。羽仁進的作品則幾乎完全在主要工作室之外執導，並在可能的情況下偏愛非職業演員和即興創作。羽仁進在1950年代製作的紀錄片《課堂上的孩子》（教室の子供たち，1955年）和《畫畫的孩子》（絵を描く子どもたち，1956年）將真實電影與紀錄片的風格引入了日本，引起了其他電影人的極大興趣。市川崑、增村保造、鈴木清順也廣義上被包劃分在該流派中。增村保造的首部長片《接吻》（くちづけ；1957年）常被認為是日本新浪潮的先驅，並在上映後受到大島渚的熱烈歡迎。此外，電影學者大衛·戴瑟將導演新藤兼人與增村保造並列視為日本新浪潮「關鍵」的前輩和當代人。
日本新浪潮所涉及的主題包括激進政治、青少年犯罪、無拘無束的性行為、女性在社會中角色的變化、種族主義和日本少數民族的地位。最初由東寶共同發起和共同資助發行外國藝術電影的藝術戲劇協會成為這些電影發行的重要因素，同時還擔任製片人職務。
1970年代，隨著製片廠系統之外的融資變得越來越趨近困難，大型製片廠發現自己陷入衰退（很大程度上歸功於電視），日本新浪潮開始分崩離析。當大島渚必須為尋找海外的投資人時，今村昌平和羽仁進則轉向製作電視紀錄片，而篠田正浩則退回到經典文學的「學術性」改編。

## 外部連結
- https://web.archive.org/web/20060112034217/http://www.walkerart.org/archive/9/B173714DE72D540B6161.htm